# Dan Culcer
 Dan Culcer (n. 15 iunie 1941, Sulina) este un critic literar, prozator, poet, traducător și jurnalist român.

## Biografie
S-a născut într-o familie de ardeleni aflați în refugiu, după Dictatul de la Viena, ca fiu al mediculului Alexandru Culcer (n. Lenghel, schimbarea patronimului prin preluarea numelui mamei, Sofia Culcer, publicată în Monitorul oficial din 1934 sau 1935) și al profesoarei de limba română (licențiată la Cluj-Napoca), Ersilia (n. Gutu). Urmează studii universitare de limbă și literatură română la Cluj-Napoca. Este fondator al revistei Vatra din Târgu-Mureș (în mai 1971). Emigrează și beneficiază de statutul de refugiat politic în Franța din octombrie 1987 până în 1992, când obține cetățenia franceză.

## Studii
Își începe studiile elementare la Sighișoara în 1947, apoi continuă la liceul "Emil Racoviță" din Cluj-Napoca din 1952 pe care l-a absolvit în 1957, la 16 ani.
Este coleg cu viitorul bas-bariton Dan Serbac, cu medicii Dan Macavei, Marius Rimbașiu, Sergiu Grănescu, cu inginerul Horea Giurgiuman și cu lingvistul Gabriel Vasiliu. Unii colegi de liceu au emigrat rapid, așa că, dintr-o clasă de 30 de elevi, jumătate trăiau la 10 ani după bacalaureat în Europa occidentală.
După încercări nereușite în 1957 și 1958 de a intra la medicină sau la istorie (amândouă facultăți unde se aplica numerus clausus contra copiilor de burghezi), reușește să-și transfere dosarul la Facultate de filologie română a Universității Bolyai din Cluj. Cunoștințele de limbă maghiară pe care i le cultivaseră mama și unchiul, ambii bilingvi, îi folosesc și ulterior, căci pe această bază, ca diplomat al Facultății de filologiei, specialitatea limba și literatura română, a unificatei (1959) Universități Babeș-Bolyai, este repartizat în 1963, la propunerea profesorului universitar Mircea Zaciu, ca preparator universitar la Institutul Maghiar de Artă Teatrală din Târgu Mureș.

## Cariera
Fondează împreună cu câțiva prieteni, Romulus Guga și Mihai Sin, revista lunară de cultură ”Vatra”, care apare începând cu mai 1971. Dan Culcer devine redactor de rubrica, redactor șef-adjunct, ca apoi sa fie "degradat" ca publicist-comentator, și în fine șef de secție în urma câtorva "gafe" politice intenționate, expresia a unei opoziții politice precaute dar tot mai manifestă.
După moartea redactorului-șef Romulus Guga, intră într-o zonă de turbulențe în relațiile cu colegii, dintre care se vor alege și cîțiva informatori amatori, pe fondul unor gelozii de carieră. Această perioadă se reflectă în dosarul de urmărire informativă (D. U. I. ) deschis pe numele ”Dinu”, din arhivele Centrului național pentru studierea arhivelor Securității CNSAS. Este ”criticat” și pus la punct în urma unei ședințe de partid în redacție, organizată cu sprijinul logistic și la îndemnul Securității județene, reprezentată de colonelul Nicolae Grama.
Întreține, încă din mai 1971, relații de taină cu unii reprezentanți ai exilului politic (Virgil Ierunca și Monica Lovinescu, ca atâția alții dintre colegii săi de condei, fără să afle că există solidarități, (datorită conspirativității impuse de epocă), face călătorii în Franța și Belgia ca membru al Societății Jules Verne din Paris și al Asociației internaționale a sociologilor de limbă franceză A. I. S. L. F., prezintă comunicări despre utopia negativă (=distopia) a lui George Orwell (in 1984 la Cerisy la Salle, ca bursier al " Fondation pour une entr'aide intellectuelle européenne "). Securitatea încearcă să facă joc dublu : îi aprobă pașaportul dar îi confiscă biletul de tren. Pentru a ajunge totuși la colocviu, străbate cu auto-stopul Europa de la Oradea la Paris, într-o săptămână.
Scrie studii despre cenzură și are tupeul să încerce să le publice în Vatra, sub titlul " Listele de 'uvrajuri prohibarisite' ". Nu e cooperant cu autoritățile de Securitate, care află că nu e sincer cu ei, aduce cărți interzise care i se confiscă la vamă, îi umblă gura în public și încurajează diverși contestatari, Liviu Ioan Stoiciu, Dan Petrescu, Ștefan M. Găbrian, , ,  . Era ”turnat” deja în 1972 de o poetă care își semna ”notele informative” cu numele de cod ”Donna Alba”. Securitatea reîncepe urmărirea informativă în 1982, corespondența îi este deschisă (vezi ”Cartea albă a Securității”, ediția M. Pelin), se folosesc mijloacele tehnice - ascultarea telefonului, perchiziții domiciliare secrete.
E izolat în redacție și sfârșește prin a plănui o plecare definitivă în Franța în grup, cu toată familia sa de șase persoane, plecare pe care o organizează în taină și eficient. Sub pretextul unui tratament medical, a doua soție, scriitoarea Maria Mailat, pleacă prima cu doi copii, în 1986. În august 1987, primește viza de ieșire și ajunge în Franța, la Paris, în octombrie 1987, prin reîntregirea familiei. Dan Culcer cere azil politic, care i se acordă imediat de către Oficiul francez pentru refugiați și apatrizi -OFPRA).
După câteva stagii de formare în domeniul utilizării ordinatoarelor în presă, devine el însuși formator și lucrează la Paris intermitent pentru CFPJ -Centre de formation et perfectionnement des journalistes, în calitate de conferențiar-ziarist.
Experiențe neconcludente și scurte în câteva redacții pariziene ca secretar de redacție ("Alternances", revistă editată de fiica publicitarului evreu Marcel Bleustein (Blanchet)- agenția Publicis- pentru comunitate ; "Argus", o revista lunara de asigurări ; "Africa International").
Face o cariera de grafician pe ordinator și de ziarist, secretar de redacție, în presa sindicală franceză, fiind șef de serviciu Editură la Confédération française démocratique du travail (CFDT-Santé) începând cu 1993. Între venirea sa în Franța și momentul în care i se oferă un post stabil, face ziaristică ocazională și prost retribuită la posturile de radio franceze ( Radio France International- RFI, serviciul român) și engleze (BBC, serviciul român), sau neretribuită - la Radio Solidarnosc (un post parizian al rezistentei anticomuniste poloneze, al cărui studio era lângă Place du Tertre, în Montmartre, unde se întâlnește cu exilații mai vechi Dinu Zamfirescu, Antonia Constantinescu și Radu Portocală.
”Revoluția” română și prăbușirea statelor socialiste îi dau de lucru în mod neașteptat. Lucrează oficial ca traducător pentru o agenție de subtitraje video (Videoadapt), colaborează în perioada "revoluției" din România (decembrie 1989-februarie 1990) cu studiourile de televiziune TF1, A2 si La 5 din Paris, ca traducător-interpret.
Onorariile substanțiale obținute astfel în câteva luni îi permit să se aventureze într-o lungă expediție de recunoaștere, în compania etnologului francez ex-comunist Claude Karnoouh, de la Oradea la București, prin Maramureș și Secuime, din care aduce nu doar observații despre lumea veche care părea că nu se mai dărâmă, fixate într-un reportaj, "Periplu pentru descoperirea țării mele" (publicat în franceză de revista anarhistă "Iztok", ci și nouă ore de imagini video HI 8 mm de maxim interes pentru istoria recentă, din zone neacoperite de emisiunile în continuu al Televiziunii Române "Libere". O parte din imagini sunt distruse prin neglijența agenției Videodapt, câteva casete, còpii Betacam, supraviețuiesc in arhivele Culcer (ele conțin un interviu cu Mihai Șora, ca ministru al Învățământului ; o lungă dezbatere în cadrului Grupului de dialog social (G.D.S.) la care fusese invitat generalul Chițac, pseudo-eroul ; scene din periferia Bucureștilor în perioada preelectorală ; manifestări ale Bisericii Greco-Catolice la Cluj - slujba în aer liber; un interviu cu Mircea Zaciu, reuniuni politice de fondare ale Uniunii Democrate a Maghiarilor din România UDMR la Cluj și Sf. Gheorghe, discuții cu profesori și studenți la Târgu Mureș pe tema învățământului medical universitar maghiar autonom, etc.). Televiziunea franceză, după o perioadă de exces, nu mai dă nici o importanță evenimentelor din România. Revoluția transmisă în direct se dovedise o înscenare politică manipulată de Securitate.
Înființează în mai 2000 revista electronică (on-line) Asymetria (http://www.asymetria.org), care se reînnoiește trimestrial, cu peste 3 000 de vizite pe lună. La 7 decembrie 2000 înființează grupul de discuții Yahoo : ”Societatea de mâine”, care reia titlul unei reviste clujene de sociologie din anii 1920-1925, fondata de Ion Clopoțel (http://fr.groups.yahoo.com/group/societatea_de_maine/ Arhivat în 26 iulie 2010, la Wayback Machine.) cu in jur de 150 de membrii stabili.
Militează pentru Procesul comunismului, pentru reprezentarea drepturilor victimelor sistemului penitenciar și carceral comunist, pentru aplicare lustrației și pentru reintegrarea lui Paul Goma în drepturile sale cetățenești, redactând singur sau în colaborare cu intelectualii Ioan Roșca, Valerian Stan, Flori Stănescu, Mircea Stănescu, proteste și apeluri diverse.
S-a căsătorit în Franța, a treia oara, cu Marie-Claire, ziarista franco-kabylă.
Din prima căsătorie - 1971, cu basarabeanca Silvia Culcer (n. Marcu, în Aluatu, 1942), profesoară de muzică și autoarea unor muzici de scenă, se nasc două fete, Ioana-Larisa (1972) și Bogdana-Draga, amândouă emigrate în Franța. Divorț în 1981. Din a doua căsătorie cu Maria Mailat, psiholoagă, poetă și prozatoare, colaboratoare a revistei Vatra, născută în 1953 la Tîrgu Mureș, se naște Matei-Alexandru Culcer (31 mai 1984). Divorț pronunțat în 1988.

## Scrieri
" Un loc geometric " (texte), Editura Cartea Românească, București, 1973;" Citind și trăind literatura ", eseuri de sociologia literaturii, Editura Dacia, Cluj, 1976;" Serii și grupuri ", eseuri de sociologia literaturii, Editura Cartea Româneasca, București, 1981; "Utopia", texte pentru o stare, (poeme), Editura Ardealul & Asymetria, Târgu Mureș-Elancourt, 2010, ediție bilingvă română-original și maghiară (traducerea realizată de poetul Cseke Gabor), ISBN 978-973-8406-80-3; "Cenzură și ideologie în comunismul real", Editura Argonaut, Cluj-Napoca, 2016. 2 vol., 1558 p. ISBN 978-973-109-740-4 . Studiu de sociologie și politică a culturii. La origini o teză de doctorat susținută în 2013, Universitatea Petru Maior, Târgu-Mureș.
Fiind bilingv din copilăria sa ardeleană, scriitorul, face traduceri din maghiară (pentru care e onorat cu un premiu al Uniunii Scriitorilor în 1975 (?)) :
Domokos Samuel, " Octavian Goga, anii studenției ", Editura Kriterion, București,
Markovits Rodion, " Garnizoana din Siberia ", Editura Kriterion, București
Markovits Rodion, " Garnizoana din Siberia ", ediția a doua, Editura Dacia, Cluj, 2002.
Prefațează traducerea din rusă, realizată de Ioan Radin (Peianov) a prozelor lui Daniil Harms, sub titlul "Un spectacol ratat", ediția a doua, ne varietur (retipărire ilegală și abuzivă), Editura Paideia, București. Harms va avea ulterior, prin această traducere, o influență subterană importantă asupra prozei scurte din România.
Fondează, în mai 1971, revista „Vatra” unde e redactor până în 1987, iar după 1990, redactor pentru Franța. Alte colaborări la" Viața Românească ", " Tribuna ", " Steaua ", " Familia ", " Convorbiri literare, România literară, " Ateneu ", " Tomis ", " Utunk ", " Korunk ", " Ifjumunkas " (unde debutează cu poeme scrise în română și traduse în maghiară de Cseke Gábor, " Igaz Szó ", "Acolada"  http://www.editurapleiade.ro/arhiva.html (lunar, Satu-Mare) și "Confesiuni" (lunar și apoi trimestrial, Târgu-Jiu), accesibilă la adresa https://centrulbrancusi.ro/confesiuni-numarul-53/
În exil colaborează la revistele " Hermes " (CNRS), " Iztok ", " Cahiers de l'Est", " Lupta ", " BIRE "(Franța) și la " Curentul " (Germania). Participă în 1988 la lansarea unei Societăți a Scriitorilor Români, acțiune sindicală, profesională și protestatară care înainte de decembrie 1989 dorea să se opună colaboraționiștilor din Uniunea Scriitorilor din R. S. România, instituție profesională pe care Partidul Comunist Român încerca să o supună exigențelor propagandei.
Fondează la 13 mai 1991, împreuna cu alți ziariști români din exil, Asociația Jurnaliștilor Români-Ouest, cu sediul la Paris .https://association-journalistes-roumains.blogspot.com/
După 1990 continuă colaborarea la presa din exil, " Origini " (SUA) și reia colaborarea cu presa din România : publică poeme cândva interzise, fragmente de jurnal, studii și amintiri, în " Familia ", " Viața românească ", "Vatra ", în ziarele " Telegraful " (Constanța), " Expres magazin ", " România liberă ".